# Havregrød
Havregrød er en grød af havregryn kogt i vand eller mælk med lidt salt. Man kan variere opskriften med forskellige andre ingredienser som for eksempel rosiner, æbler i tern, kanel, syltetøj eller frugtsaft. Grøden spises nogle gange med mælk (især hvis den er kogt med vand) og/eller med sukker på.
Danskerne begyndte først omkring år 1900 at spise havregrød til morgenmad, da man begyndte at valse havre og markedsføre grynene. Indtil da havde havre primært været hestefoder, og det blev næsten kun brugt som menneskeføde i mangel- og nødår.
Forbruget toppede omkring 1950 og er fortsat stort i Danmark, men er med tiden faldet noget i takt med udbuddet af flere morgenmadsprodukter som cornflakes og yoghurt.[kilde mangler]
Havre er generelt blevet anset for sundt og nærende. Da havren indeholder fytin, som kan give nedsat optagelse af mineraler, bør kosten ikke være alt for ensidigt baseret på havre.